# Epitranus opificus
Epitranus opificus är en stekelart som beskrevs av Wallace A. Steffan 1957. Epitranus opificus ingår i släktet Epitranus och familjen bredlårsteklar. Inga underarter finns listade i Catalogue of Life.